# Leptobotia guilinensis
Leptobotia guilinensis är en fiskart som beskrevs av Chen, 1980. Leptobotia guilinensis ingår i släktet Leptobotia och familjen nissögefiskar. IUCN kategoriserar arten globalt som livskraftig. Inga underarter finns listade i Catalogue of Life.